# So High School
«So High School» es una canción de la cantautora estadounidense Taylor Swift. Fue lanzada el 19 de abril de 2024, a través de Republic Records, como la vigésima segunda canción del undécimo álbum de estudio de Swift, The Tortured Poets Department: The Anthology. La canción fue escrita y producida por Swift y su colaborador, Aaron Dessner.

## Antecedentes
Swift reveló The Tortured Poets Department en los Grammys el 4 de febrero mientras aceptaba el premio al «mejor álbum vocal de pop» por Midnights (2022). La edición física del álbum incluiría «The Manuscript» como pista de bonificación. Ediciones posteriores con pistas de bonificación como «The Bolter», «The Albatross» y «The Black Dog» fueron reveladas durante sus shows de la gira The Eras Tour en Melbourne, Sídney y Singapur, respectivamente. Dos horas después del lanzamiento de The Tortured Poets Department a la medianoche, hora del Este, el 19 de abril, Swift sorprendió lanzando The Tortured Poets Department: The Anthology; el segundo volumen del álbum doble. The Anthology agregó quince canciones al álbum, además de las canciones del primer volumen. «So High School» es la vigésima segunda pista del álbum.

## Música y letra
«So High School» es un himno con tintes de rock alternativo que evoca los sonidos de la década de 1990. El instrumental de guitarra enérgico y melódico recuerda a «Hits Different» de Midnights (2022). La letra de «So High School» gira en torno al romance adolescente despreocupado. Swift canta sobre experiencias juveniles en líneas como «Estoy viendo 'American Pie' contigo en un sábado por la noche», «Verdad, reto, girando botellas» y «Tócame mientras tus amigos juegan 'Grand Theft Auto'». En las letras, compara la imagen pública de su interés amoroso y la suya propia con el sentimiento de amor joven y popularidad encapsulado en los romances de la escuela secundaria. Los fanáticos y críticos han insinuado que la canción se refiere a la pareja de Swift, Travis Kelce. La letra «besar, casarse, matar» puede hacer referencia a un juego de 2016 durante una entrevista en el que Kelce tenía tres opciones, incluyendo a Swift, Ariana Grande y Katy Perry.

## Recepción de la crítica
Bryanna Cappadona de Today escribió que la canción lleva a la audiencia «de vuelta a sentirse como si tuvieran 16 años otra vez». De manera similar, Jake Viswanath de Bustle dijo: «una oda a un nuevo romance que te llevará de vuelta a tu juventud». Al revisar el álbum en su conjunto, Mary Kate Carr de The A.V. Club dijo que The Anthology se siente repetitivo o derivado debido a su falta de nuevas ideas musicales, lo que hace que sus canciones sean indistinguibles entre sí. «So High School» es un «número divertido y pegadizo que interrumpe la melancolía susurrante»; tal «energía y frescura» necesaria en el álbum de 31 pistas para evitar que se vuelva monótono. Escribiendo para Mashable, Elena Cavender encontró la canción hilarante, atribuyéndolo a sus referencias líricas, y dijo que la línea «Tú sabes cómo jugar, yo sé quién es Aristóteles» era la «rima imperfecta más loca de todas». En el ranking de Billboard de las 31 pistas, «So High School» se ubicó en el séptimo lugar, con Jason Lipshutz escribiendo: «un punto culminante obvio en la segunda mitad, simplemente mostrando un poco de fuerza en medio del viaje nostálgico».